# جک برنهارد
جک برنهارد (انگلیسی: Jack Bernhard؛ ۲۸ نوامبر ۱۹۱۴ – ۳۰ مارس ۱۹۹۷) تهیه‌کننده و کارگردان فیلم اهل ایالات متحده آمریکا بود. فیلم خشونت (۱۹۴۷) به کارگردانی و تهیه‌کنندگی اوست.